# 坦噶

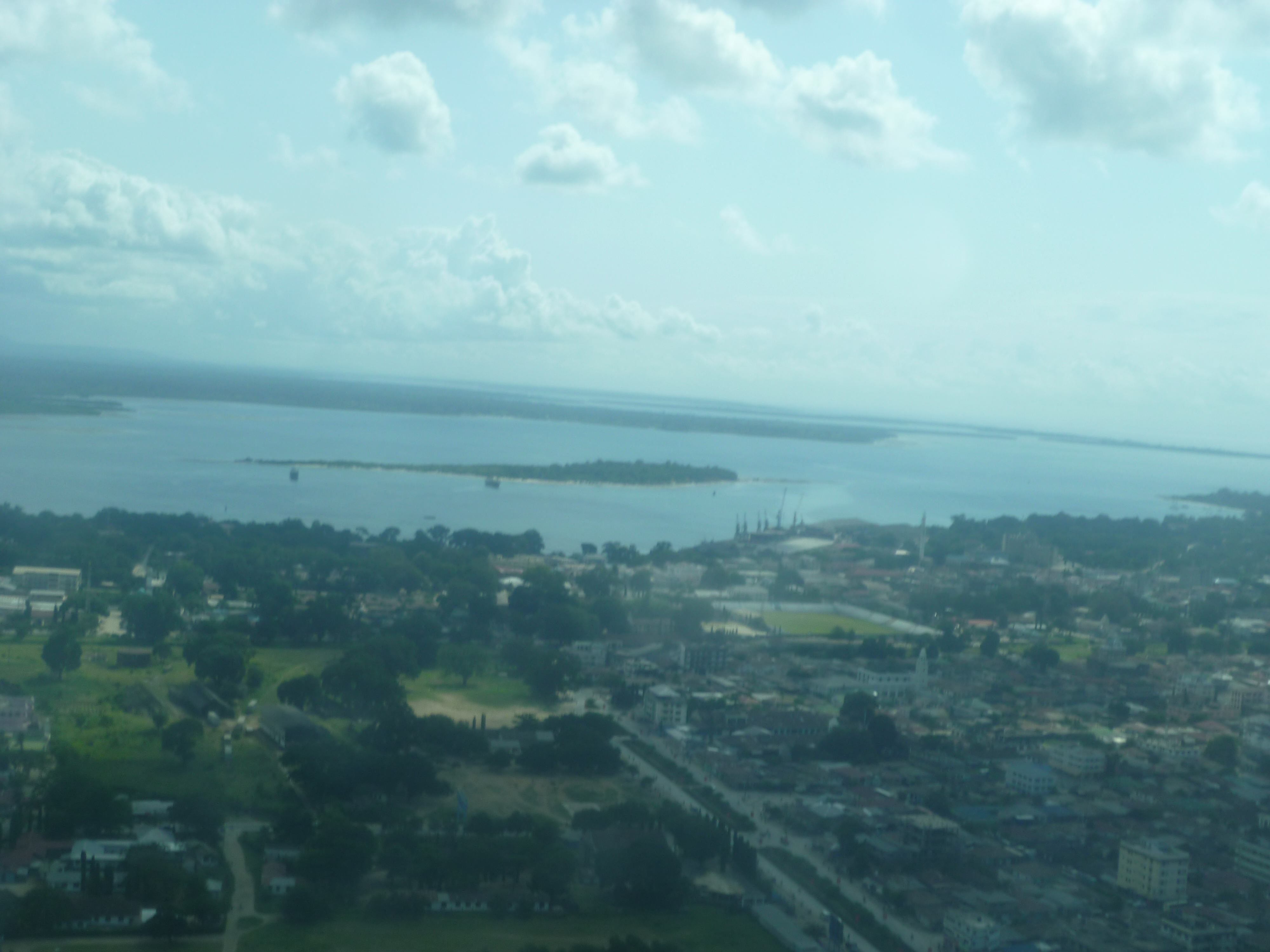
坦噶

坦噶是坦桑尼亚最北的海港城市，坦噶区首府。该城2002年人口达243,580，是该国最大城市之一。坦噶濒临印度洋，接近肯尼亚边境，主要出口剑麻、咖啡、茶和棉花。该城也是重要的铁路枢纽，连接坦桑尼亚北部内陆与沿岸地区，并通过坦桑尼亚铁路公司的铁路支线连接非洲大湖地区和坦国经济重镇达累斯萨拉姆。

## 历史
1889年，坦噶被挑选为德属东非的一个军事港口，1891年成为地区分部。当时殖民者引入剑麻，之后剑麻交易成为当地的经济支柱，坦噶的人口亦随之而急剧增加。通往乞力马扎罗山山麓莫希城的乌桑巴拉铁路也以坦噶为枢纽。
作为最接近肯尼亚的港口城市，坦噶在第一次世界大战爆发时成为战事的前线。1914年11月4日，尝试登陆的英军在坦噶戰役中被萊托-福爾貝克所率領的德軍击退，该城直至1916年7月7日才被占领。

## 友好城市
- 德国埃肯弗德（自1963年起）
- 美国俄亥俄州托莱多（自2001年8月28日起）